# Вільгельм Голек
Вільгельм Голек (нім. Wilhelm Holec; 7 липня 1914 — пропав безвісти 23 серпня 1944, Броаска, Румунія) — австрійський футболіст, який виграв два чемпіонські титули з віденським «Рапідом» і зіграв один матч за національну збірну в 1935 році.

## Клубна кар'єра
Приєднався до клубу «Донауфельда» у віці 16 років, незабаром грав у першій команді. Потім недовго грав у «Вікторії XXI», перш ніж у 1932 році перейти до резервної команди «Вієнна», яку тренував Йозеф Блум. Наступного року дебютував у вищому дивізіоні, але перший час грав мало. Зміг закріпитися в основі лише навесні 1935 року, коли команду залишив Густав Тегель.
Трохи раніше в кінці грудня 1934 року «Вієнна» відправилась у Марокко для проведення ряду товариських матчів. Голек з товаришем по команді Ладіслаусом Некіною пішов на риболовлю. В результаті нещасного випадку обох змило в море, Вільгельм зумів врятуватися, а Некіна потонув.
У сезоні 1935-36 Голек, який грав лівого крайнього або лівого інсайда, став найрезультативнішим гравцем свого клубу з 13 голами. Команда стала другою у чемпіонаті. Також клуб дійшов до фіналу Кубка Австрії, але програв «Аустрії» з рахунком 0:3.
Під час зимової перерви наступного сезону Голек отримав пропозицію від «Рапіда» і переїхав до Гюттельдорфа. В новому клубі Вільгельм грав у атаці з такими зірками як Франц Біндер і Йоганн Пессер. Свій перший чемпіонський титул здобув у сезоні 1937-38. Наступного року разом із «зелено-білими» дійшов до фіналу Кубка Німеччини, де здобув перемогу над «Франкфуртом» з рахунком 3:1. У сезоні 1940/41 «Рапід» здобув ще один чемпіонський титул, але Голец у тому сезоні вже не був гравцем основи і зіграв лише 5 матчів (і забив 5 голів). Завдяки перемозі у чемпіонаті Австрії, «Рапід» кваліфікувався у фінальний турнір Чемпіонату Німеччини. Вільгельм зіграв у трьох матчах групового етапу і в півфіналі проти «Дрезднера», але не грав у фіналі, у якому Рапід переміг «Шальке 04» з рахунком 4:3. Всього в складі «Рапіда» зіграв 56 матчів і забив 29 голів, 46 матчів і 25 голів в чемпіонаті Австрії, 4 матчі і 1 гол в чемпіонаті Німеччини, 1 матч в Кубку Австрії, 5 матчів і 3 голи в Кубку Німеччини.

## Кар'єра в збірній
У національній збірній Австрії дебютував за досить курйозних обставин. Фактично цей матч йому був зарахований заднім числом. В травні 1935 року Австрія-B з Голеком у складі зіграла проти Польщі, а Австрія-A того ж дня зустрічалась з Угорщиною. Пізніше Австрійська федерація оголосила обидві гри офіційними, тому Голек фігурує в статистиці як гравець національної збірної.

## Титули і досягнення
- Чемпіон Австрії (2):

«Рапід» (Відень): 1938, 1941
- Чемпіон Німеччини (1):

«Рапід» (Відень): 1941
- Володар Кубка Німеччини (1):

«Рапід» (Відень):  1938